# Ignacy Szebeko
Ignacy Szebeko (ur. 2 listopada 1859 w majątku Wierbłuszka, gubernia chersońska, zm. 25 maja 1937 w Warszawie) – polski prawnik, polityk i dyplomata. Członek Rady Państwa Imperium Rosyjskiego, chargé d’affaires RP w Berlinie, poseł na Sejm I kadencji w II RP z ramienia Związku Ludowo-Narodowego.

## Życiorys
Urodził się w rodzinie ziemiańskiej. Był synem generała w armii carskiej Adalberta Edwarda Szebeko (ur. ok. 1815) i Leontyny Marii z Tripplinów (ur. 1839), córki Ludwika Tripplina i bratanicy literata Teodora Tripplina. Miał siostrę bliźniaczkę Józefę (1859-1945), senatorkę II RP. Ukończył prawo i nauki polityczne na uniwersytecie w Petersburgu ze stopniem kandydata (odpowiednik doktora). Po studiach pracował kolejno jako sędzia śledczy w Rewlu, prokurator w Permie, następnie prowadził kancelarię adwokacką w Warszawie. Członek Rady Państwa Imperium Rosyjskiego (1909–1917).
W czasie I wojny światowej wchodził w 1915 w skład komisji mającej wcielić w życie manifest wielkiego księcia Mikołaja Mikołajewicza z 14 sierpnia 1914 do Polaków. Po rewolucji lutowej i obaleniu caratu w lipcu 1917 został członkiem Rady Polskiej Zjednoczenia Międzypartyjnego w Moskwie. Po przewrocie bolszewickim wyjechał na Zachód. W 1918 roku został członkiem Komitetu Narodowego Polskiego w Paryżu. Po odzyskaniu niepodległości przez Polskę był od 8 marca do 1 października 1920 pierwszym chargé d’affaires II Rzeczypospolitej w Berlinie.
Wybrany do Sejmu I kadencji (1922–1927) z listy państwowej Związku Ludowo-Narodowego. Działał w Centralnym Towarzystwie Rolniczym.
Jego żoną była Felicja Rotwand (1865-1934) – bratanica i pasierbica Stanisława Rotwanda (córka jego starszego brata Leona Lewiego Rotwanda) i Marii z Wawelbergów. W małżeństwie z Felicją Rotwand miał jedną córkę i trzech synów.